# Camille Desmoulins

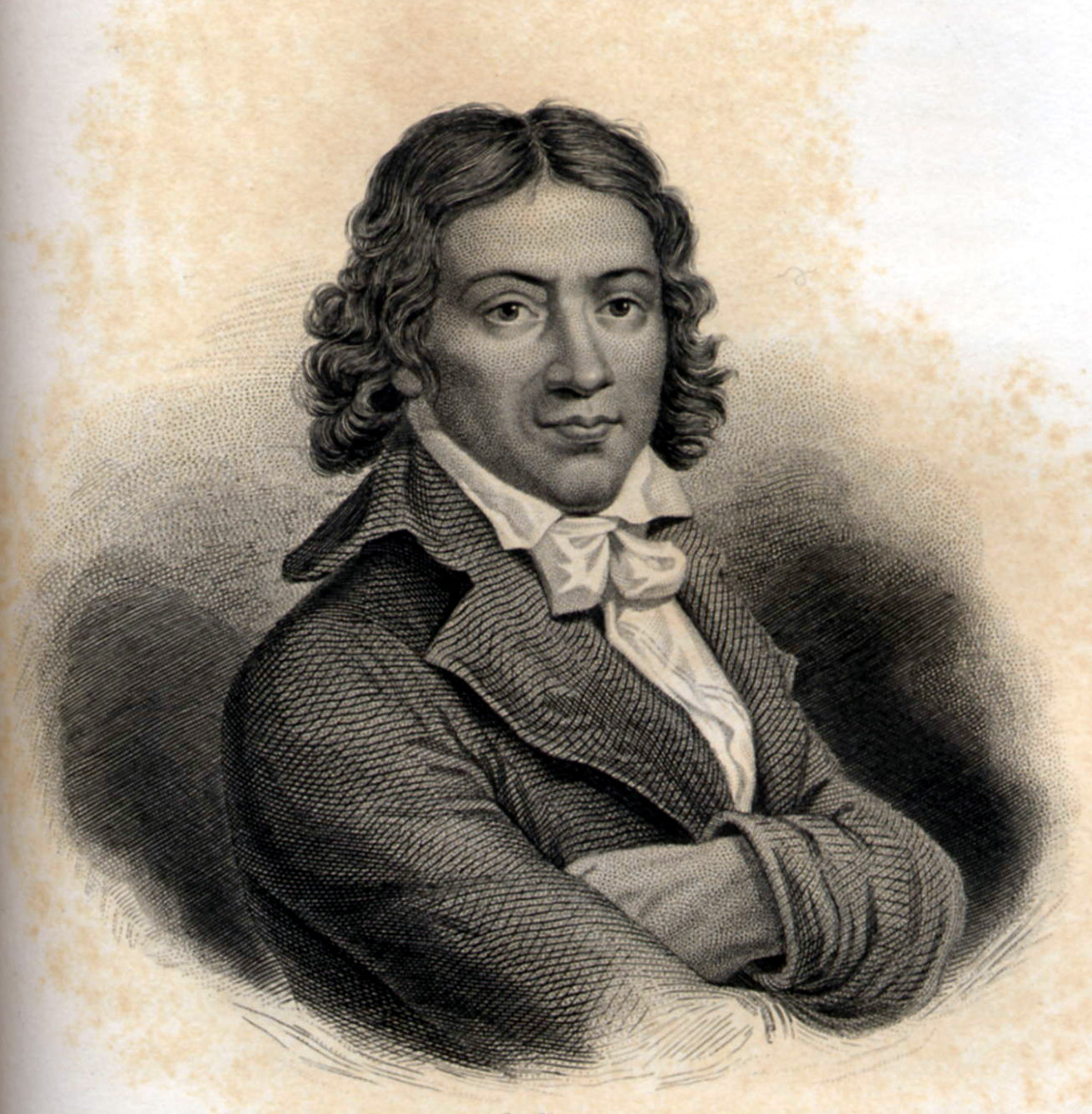
Camille Desmoulins, Stich von Geoffroy. Desmoulins' Unterschrift:

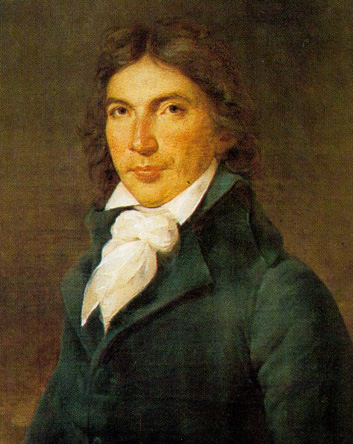
Porträt Desmoulins' von Jean-Sébastien Rouillard

Benoît Camille Desmoulins (* 2. März 1760 in Guise; † 5. April 1794 in Paris) war ein französischer Rechtsanwalt, Journalist und Politiker. Von Beginn an einer der Führer der Französischen Revolution, war er besonders eng mit Georges Danton verbunden.

## Leben
Desmoulins studierte auf dem Collège Louis le Grand in Paris die Rechte, wurde Advokat in Paris und vertrat als Aufklärer schon früh die Ideale von Freiheit und Gleichheit der Menschen. Er zählte zu den prägenden Köpfen der Bewegung der Patrioten.
Er war einer der Mitbegründer des Club des Cordeliers und Gegner der Girondisten. Im Palais Royal gewann er die Menge für sich mit populären Reden („Aux armes!“ – „Zu den Waffen!“). Als er sie am 12. Juli 1789 aufforderte, ein Abzeichen für die Freiheitskämpfer anzulegen, und selbst ein Blatt von einem Baum an seinen Hut steckte, entstand der Brauch, Kokarden zu tragen. Den Sturm auf die Bastille verursachte er mit diesem leidenschaftlichen Aufruf mit und löste eine regelrechte Bewegung aus.
Beim Sturm auf die Bastille verkündete er von den Trümmern herab den Franzosen Freiheit und Gleichheit. In seinem erfolgreichen Journal Révolutions de France et du Brabant nannte er sich den „Procureur général de la lanterne“ und erklärte, dass die Volkssouveränität die einzige akzeptable Verfassungsform sei.
Desmoulins heiratete 1790 die geistreiche Lucile Duplessis, eine Tochter aus wohlhabendem Hause.
Von der von ihm im Jahr 1792 verlegten Zeitung La Tribune des Patriotes erschienen nur vier Ausgaben.
Er war ein aktiver Freimaurer und Mitglied der sog. Philosophenloge Neuf Sœurs in Paris. Obwohl Jugendfreund Robespierres, fühlte er sich doch mehr von Danton angezogen und gründete mit diesem den Club des Cordeliers. Fortan handelte er mit Danton gemeinsam, auch bei dem Tuileriensturm und den Septembermorden 1792.
Von der Pariser Gemeinde in den Nationalkonvent gewählt, stimmte er für den Tod des Königs. Obgleich der Bergpartei angehörig, zollte er doch den Girondisten volle Achtung, versuchte mit Danton auf eine Versöhnung der Parteien hinzuwirken und schlug, als dieser Versuch scheiterte und die Girondisten das Schafott besteigen mussten, die Einsetzung eines Gnadengerichtes vor. In demselben Sinne gab er im Januar 1794 seinen Vieux cordelier heraus, ein Blatt voll Geist, Witz und beißender Satire, in dem er die Tyrannei der Schreckensmänner schilderte und zur wahren Freiheit, zur Mäßigung und vernünftigen Handhabung der Gesetze aufforderte. Hébert, den er besonders angriff, klagte ihn an, die Wiederherstellung des Königtums zu beabsichtigen. Robespierre, nachdem er seinen Freund vorher anscheinend verteidigt hatte, beantragte unter dem Druck der Radikalen im Wohlfahrtsausschuss – wie z. B. Billaud-Varenne – vor voller Versammlung die Verbrennung aller Nummern des Vieux cordelier. Als Desmoulins trotzdem die Männer des Terrorismus und die Jakobiner nur noch heftiger angriff, ließ Robespierre am 30. März 1794 Desmoulins, Danton u. a. verhaften, worauf vor allem Saint-Just, mit Desmoulins persönlich verfeindet, dessen Verurteilung betrieb.
Desmoulins war somit anfänglich Anhänger eines radikalen Kurses, entfernte sich aber später davon. Er wurde nach Verurteilung durch Robespierre gemeinsam mit Danton und mehreren anderen hingerichtet. Auf dem Blutgerüst am 5. April 1794 rief er aus, auf die Guillotine deutend: „Dies ist also der Lohn für den ersten Apostel der Freiheit! Die Ungeheuer, die mein Blut fordern, werden mich nicht lange überleben!“, womit er zumindest hinsichtlich Robespierre und Saint-Just Recht behalten sollte, da diese am 28. Juli desselben Jahres hingerichtet wurden.
Seine 24-jährige Frau Lucile, die sich über seine Hinrichtung beschwerte, musste ihm 8 Tage später auf das Schafott folgen.

## Werke
Außer einer Menge Pamphlete und Flugblätter schrieb Desmoulins:
- Discours de la lanterne aux Parisiens, Paris 17922
- Satires du choix des meilleures plèces de vers qui ont précédé et suivi la révolution, Paris, 1792
- Histoire des Brissotins, ou fragments de l’histoire secrète de la révolution et des six premiers mois de la république, Paris 1793, 17942
- Opuscules, Marseille, Straßburg und Paris 1790

Eine neue Ausgabe seiner Schriften besorgte Claretie (Paris 1874, 2 Bde.), der auch seine Biographie schrieb.

## Roman und Hörspiel
1992 erschien im Vereinigten Königreich der Roman Brüder unter dem Originaltitel A Place of Greater Safety von Hilary Mantel, in dem Camille Desmoulins, Georges Danton und Maximilien de Robespierre im Mittelpunkt stehen. Die deutsche Ausgabe erschien erst 2012 in einer Übersetzung von Sabine Roth und Kathrin Razum.
Im Jahr 2018 produzierte der WDR eine elfeinhalbstündige Hörspielfassung des Romans in der Bearbeitung und unter der Regie von Walter Adler. Die Rolle des Camille Desmoulins sprach Matthias Bundschuh.

## Weitere Romane
- Ulrich Korff-Rheda: Die große Liebe des Camille Desmoulins–Ein Tatsachenroman aus der Französischen Revolution. Wilhelm Langewiesche-Brandt, Ebenhausen 1940.
- Hermann Gerstner: Camille Desmoulins–Lebensroman eines Revolutionärs. Bargezzi, Bern 1966.